# Körösvidék

A Körösvidék romániai része

A Körösvidék (románul: Crișana; németül: Kreischgebiet) egy földrajzi és történelmi régió Romániában. Nevét az itt folyó Körösökről kapta: a Körös, a Fehér-Körös, a Fekete-Körös és a Sebes-Körös. Régi magyar forrásokban fellelhető a Körösország, mint népies megnevezés, ez a hajdani Bihar vármegye Körösök járta vidékét jelentette.
Keleten az Erdélyi-középhegység, délen a Maros, északon a Szamos, nyugaton pedig a Tisza határolja, tehát román értelmezésben kiterjed az egész Tiszántúlra is. Területét a magyar-román határ szeli ketté. A magyar közbeszédben nem használatos fogalom, mivel területe nagyjából a Partiumot jelenti.

## Története

### Az ókorban
Az ókorban a területet a kelták, a dákok, a szarmaták és a germánok népesítették be. Az i.e. 1. században a terület Boirebisztasz uralma alatt a Dák Királyság része volt.

### Középkor
A középkorban a terület a hunok, a gepidák, az Avar Kaganátus, az első dunai bolgár birodalom, végül a Magyar Királyság alá tartozott.

### Modern története
A 16–17. században a terület meg volt osztva az Oszmán és a Habsburg Birodalom között. A terület oszmán része tovább megoszlott a Temesvári vilajetre és az oszmán vazallusnak számító Erdélyi Fejedelemség között. Utóbbin belül a Partiumnak hívott terület része volt. A 17. század második felében megalakított Várad vilajet központja szintén a Körösvidéken volt. A 17. század végén a teljes terület a Habsburg Birodalom része lett, közigazgatásilag pedig felosztották a Habsburgok uralta Magyarország, az Erdélyi Fejedelemség és a Katonai Határőrvidék között.
Miután megszüntették a Határőrvidék Tisza-Maros közötti részét 1750-ben, és 1867-ben megszűnt az Erdélyi Fejedelemség, a teljes terület a Habsburgok uralta Magyar Királyság része lett, mely 1867-től egyike lett az Osztrák–Magyar Monarchia két autonóm alkotóelemének. A Habsburg uralom alatt Erdélytől és a Bánáttól eltérően a Körösvidéknek nem voltak speciális jogosultságai, bár 1850. és 1860. között létrehozták itt a Nagyváradi Katonai Körzetet. A Monarchia 1918-as szétesése majd a trianoni békeszerződés után a Körösvidék nyugati része Magyarországé, keleti fele Romániáé lett.

## Földrajza
A Körösvidék román részét északon Máramaros, keleten Erdély, délen a Bánát, nyugaton pedig Magyarország határolja. Ide tartozik a mai román Arad megye nagy része, Bihar megye, valamint Szilágy, Szatmár, Máramaros és Hunyad megye. Manapság a történelmi Erdély területének tekintik, de területe nem tartozott teljes egészében a régi fejedelemség uralma alá.
A magyar Körösvidék Hajdú-Bihar és Békés területéhez tartozik. A terület déli részét, a Maros-folyó mentén a szerbek Pomorišjének nevezték.

## Városok
Legfontosabb városai:
- Romániában: Nagyvárad, Arad, Nagyszalonta és Belényes
- Magyarországon: Debrecen, Békéscsaba, Gyula

## Fordítás
Ez a szócikk részben vagy egészben  a   Crișana című angol Wikipédia-szócikk fordításán alapul.  Az eredeti cikk szerkesztőit annak laptörténete sorolja fel. Ez a jelzés csupán a megfogalmazás eredetét és a szerzői jogokat jelzi, nem szolgál a cikkben szereplő információk forrásmegjelöléseként.